# 八王子市立宇津木台小学校
八王子市立宇津木台小学校（はちおうじしりつ うつきだいしょうがっこう）は、東京都八王子市にある公立小学校。

## 沿革
- 1982年４月 - 開校
- 2000年４月 - 学校歯科保健優良校受賞
- 2004年4月 - 八王子市研究協力校指定
- 2009年4月 - 文部科学省英語活動推進校指定

## 教育目標
- よく考え、すすんで学ぶ子
- 協力し、思いやりのある子
- 体をきたえ、ねばり強い子

## 学校行事
| - 4月 始業式 ・ 入学式 - 5月 運動会 - 6月 | - 7月 終業式 - 8月 - 9月 始業式 | - 10月 - 11月 - 12月 終業式 | - 1月 始業式 - 2月 - 3月 卒業式 ・ 終業式 |

## 通学区域
- 八王子市
  - 宇津木町1-235
  - 宇津木町281-339
  - 宇津木町389-
  - 久保山町1丁目10-
  - 久保山町2丁目
  - 平町
  - 丸山町

## 進学先中学校
- 八王子市立石川中学校

## 交通
- JR東日本中央本線日野駅から西東京バス宇津木台行き乗車 宇津木台中央バス停より徒歩5分
- JR東日本八高線小宮駅より徒歩20分